# Szpotiwka
Szpotiwka (ukr. Шпотівка) – wieś na Ukrainie, w obwodzie sumskim, w rejonie konotopskim, w hromadzie Dubowjaziwka. W 2001 liczyła 559 mieszkańców.